# Lycosa erythrognatha
Lycosa erythrognatha là một loài nhện trong họ Lycosidae.
Loài này thuộc chi Lycosa. Lycosa erythrognatha được Hippolyte Lucas miêu tả năm 1836.